# MAN TGA
Le MAN TGA est un camion longues distances produit par le constructeur allemand MAN de 2000 à 2007.